# N8-acetilspermidin oksidaza (formira propan-1,3-diamin)
8-acetilspermidin oksidaza (formira propan-1,3-diamin) (EC 1.5.3.15, N8-acetilspermidinska oksidaza (formira propan-1,3-diamin)) je enzim sa sistematskim imenom N8-acetilspermidin:kiseonik oksidoreduktaza (formira propan-1,3-diamin). Ovaj enzim katalizuje sledeću hemijsku reakciju
8-acetilspermidin + O2 +2O {\displaystyle \rightleftharpoons } propan-1,3-diamin +  4-acetamidobutanal +H2O2
Ovaj enzim je takođe aktivan na N1-acetilsperminu. On u maloj meri deluje na N1,12-diacetilspermin.

## Literatura
- Nicholas C. Price; Lewis Stevens (1999). Fundamentals of Enzymology: The Cell and Molecular Biology of Catalytic Proteins (Third изд.). USA: Oxford University Press. ISBN 019850229X.
- Eric J. Toone (2006). Advances in Enzymology and Related Areas of Molecular Biology, Protein Evolution (Volume 75 изд.). Wiley-Interscience. ISBN 0471205036.
- Branden C; Tooze J. Introduction to Protein Structure. New York, NY: Garland Publishing. ISBN 0-8153-2305-0.
- Irwin H. Segel. Enzyme Kinetics: Behavior and Analysis of Rapid Equilibrium and Steady-State Enzyme Systems (Book 44 изд.). Wiley Classics Library. ISBN 0471303097.

## Spoljašnje veze
- N8-acetylspermidine+oxidase+(propane-1,3-diamine-forming) на 